# Sauer
För andra betydelser, se Sauer (olika betydelser).
Sauer, även känd som Sûre på franska, är 173 km lång vänsterbiflod till Mosel som flyter genom Belgien, Luxemburg och Tyskland.
Floden rinner upp i närheten av Vaux-sur-Sûre i Ardennerna i sydöstra Belgien och flyter sedan österut, passerar gränsen till Luxemburg i närheten av Martelange. Väster om Esch-sur-Sûre flyter den in i en konstgjord sjö, Övre Sûresjön, som ger det franska namnet på den luxemburgska kommunen Lac de la Haute-Sûre. Efter att ha passerat genom Ettelbruck och Diekirch bildar floden gränsen mellan Luxemburg och Tyskland de sista 50 km innan den mynnar ut i Mosel vid Wasserbillig.

## Bifloder
- Wiltz
- Alzette
- Vita Ernz
- Svarta Ernz
- Our
- Prüm